# Maison dorée (Charleroi)
Pour les articles homonymes, voir Maison dorée.
La Maison dorée de Charleroi est un édifice Art nouveau construit en 1899 par l'architecte Alfred Frère et décorée de sgraffites par Gabriel Van Dievoet.

## Histoire
Située à l'angle de la rue Tumelaire et du boulevard Defontaine, édifiée en 1899 par l'architecte Alfred Frère (1851-1918) pour en faire son habitation et son cabinet d'architecture, elle est la première œuvre architecturale Art nouveau à Charleroi. Acquise en 1906 par des enfants de l'industriel verrier Adolphe Chausteur et de son épouse Hortense Quinet, puis propriété du docteur Léon Lempereur en 1952, elle deviendra un restaurant en 1993, année de son classement, avant d'être achetée par la Ville de Charleroi en 1999. Elle sert actuellement de local à l'Association de la Presse.

## Description

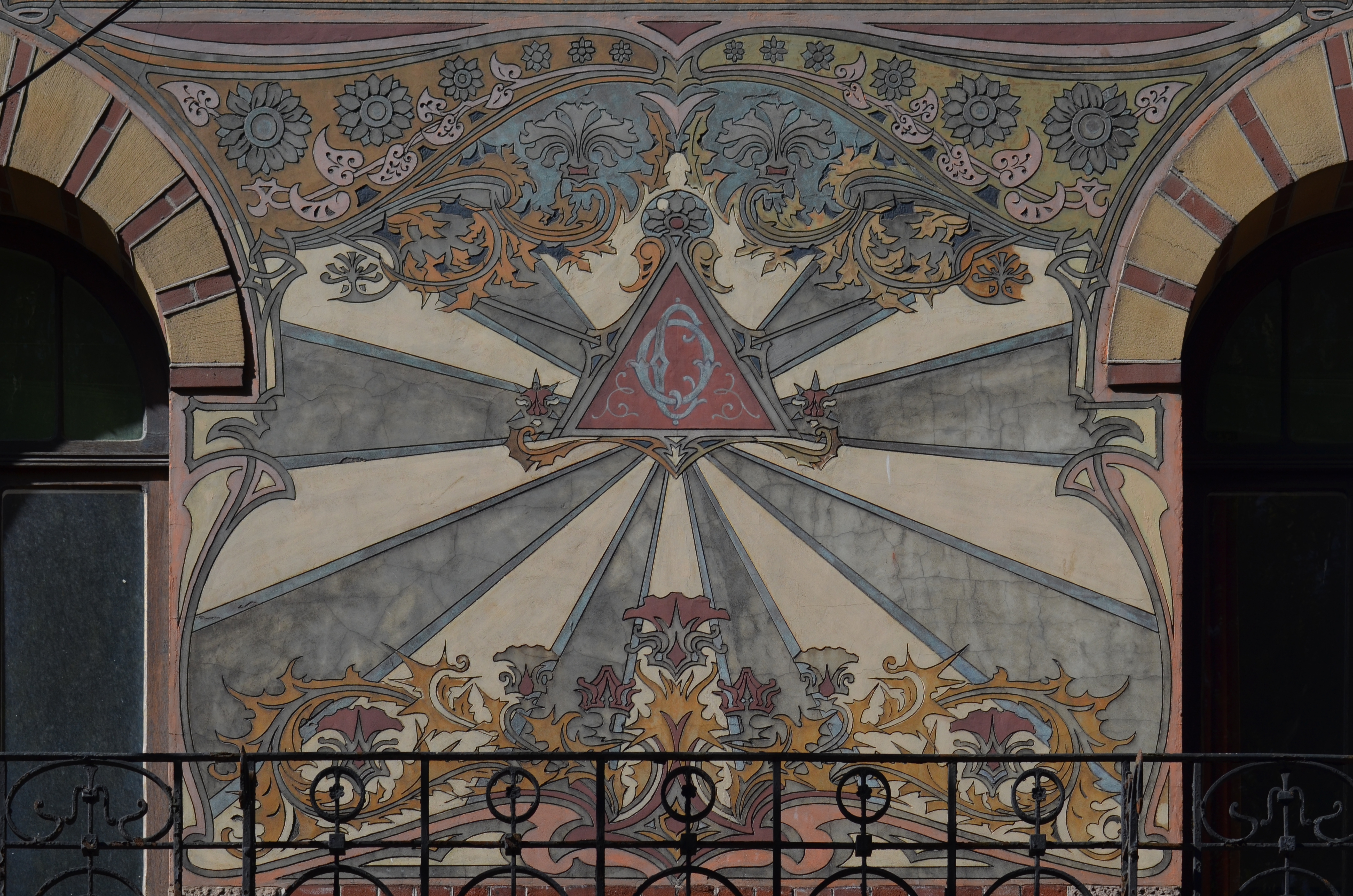
Sgraffite par Gabriel Van Dievoet.

La porte et le hall d'entrée placée côté rue Tumulaire, séparent la grande salle de séjour, à front du boulevard des autres pièces d'habitations. Le hall se prolonge en équerre. Là se situe l'escalier vers les étages où les pièces sont, de manière plus traditionnelle, disposées en enfilade.
Les sgraffites dorés (chardons stylisés et soleil, avec au centre un triangle rayonnant chargé de lettres entrelacées), sont l'œuvre d'un sgraffitiste et décorateur Art nouveau réputé, Gabriel Van Dievoet (1875-1934).
Cette façade est proche des conceptions de Paul Hankar et de son hôtel Ciamberlani.
À l'intérieur, on retrouve des éléments inspirés du style néo-Renaissance dans la salle de séjour, mêlées à des influences Art nouveau, principalement dans les vitraux du jardin d'hiver.

### L'inscription sur le sgraffite
Si l'initiale C était précédemment vue comme une évocation vraisemblable du nom du propriétaire, Chausteur, selon l'interprétation de Jean-Louis Delaet publiée en 2000, c'est le nom donné à la demeure qui figurerait sur la façade : ce seraient « les lettres grecques C et O de χρυσοῦς οῖκος, la « maison dorée ». ».
Marie Wautelet, tout en présentant l'hypothèse « chrysous oïkos » de Delaet dans son mémoire, indique également que ce seraient les reflets dorés, voire une couleur « or », en place à l'origine, qui justifiaient l'appellation de la demeure.
Chantal Mengeot et Anne-Catherine Bioul reprennent également l'explication de Delaet, de même que la brochure des journées du patrimoine en Wallonie.
Une hypothèse formulée en 2018 par Jean-Marie Hoornaert, de la Société royale d'archéologie, d'histoire et de paléontologie de Charleroi, constate que ce qui est interprété comme une lettre O, de par son appendice dans le bas, pourrait très bien être la lettre Q. Et comme ce texte n'est pas dans la technique du sgraffite de l'ensemble, il pourrait s'agir un ajout postérieur réalisé par les nouveaux propriétaires : les lettres entrelacées C-Q seraient alors les initiales des époux Chausteur-Quinet.

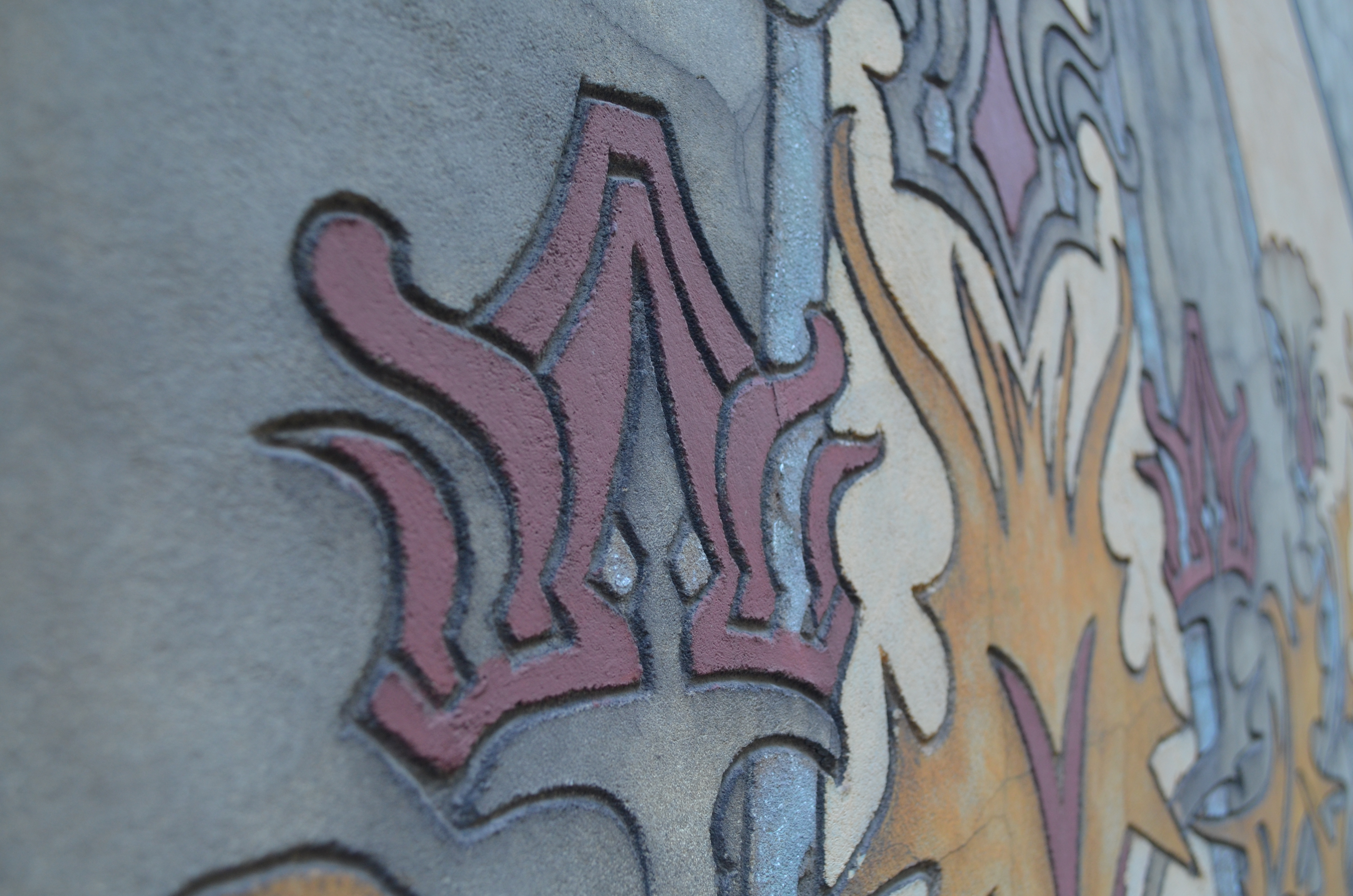
Détail du dessin gravé dans le mortier
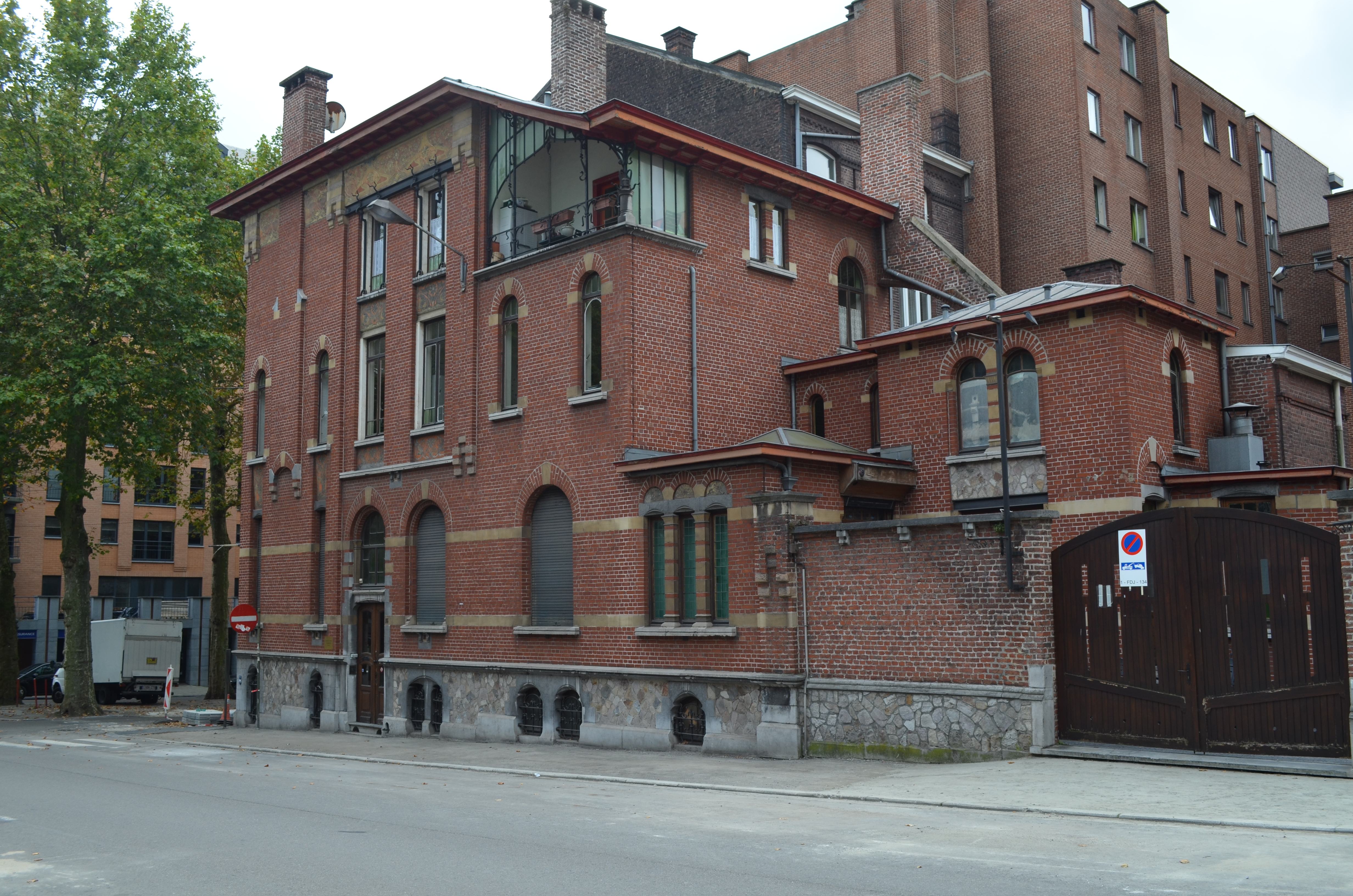
Façade de la rue Tumelaire.
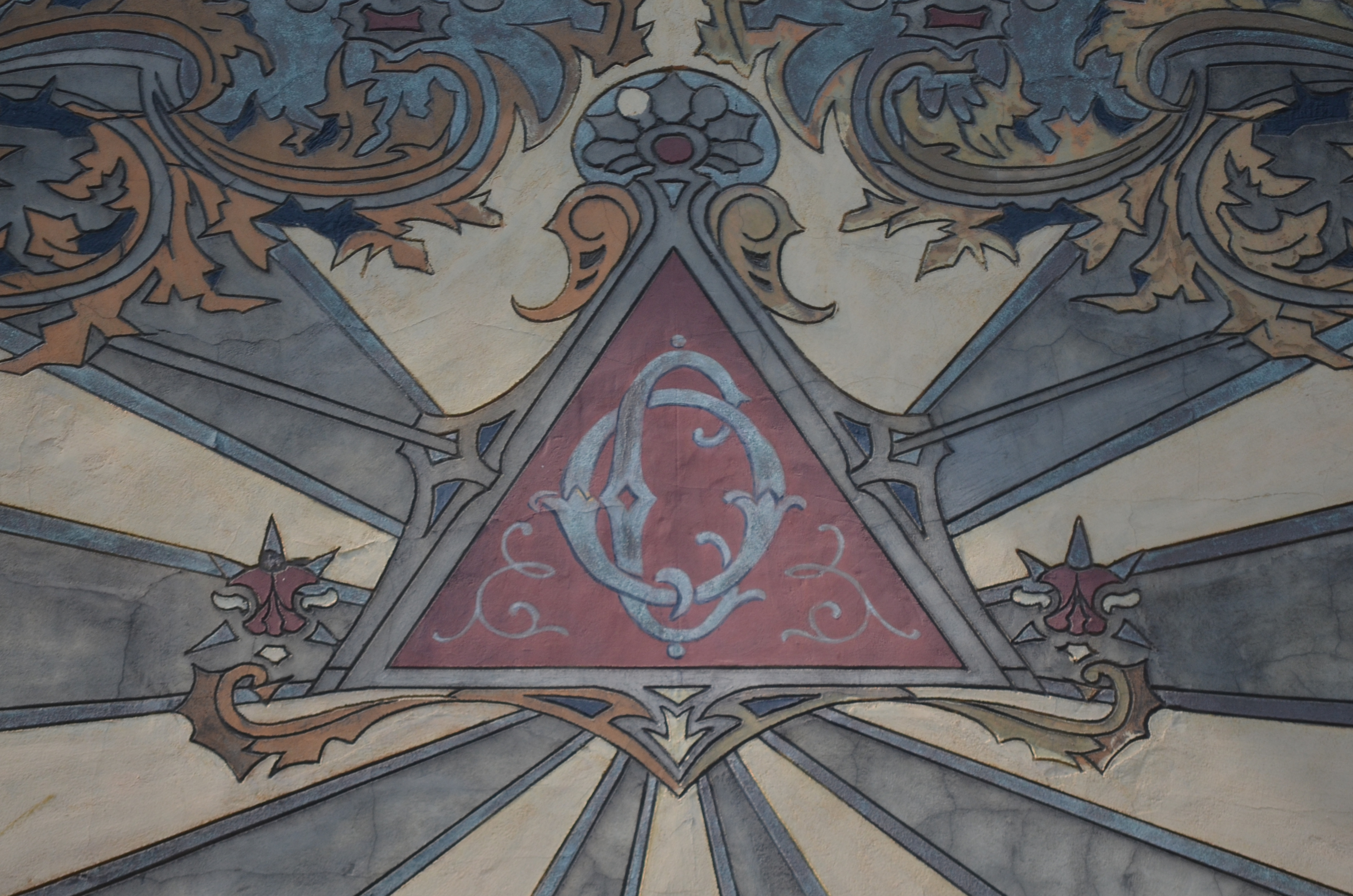
Détail du sgrafitte avec les initiales C-O ou C-Q entrelacées.
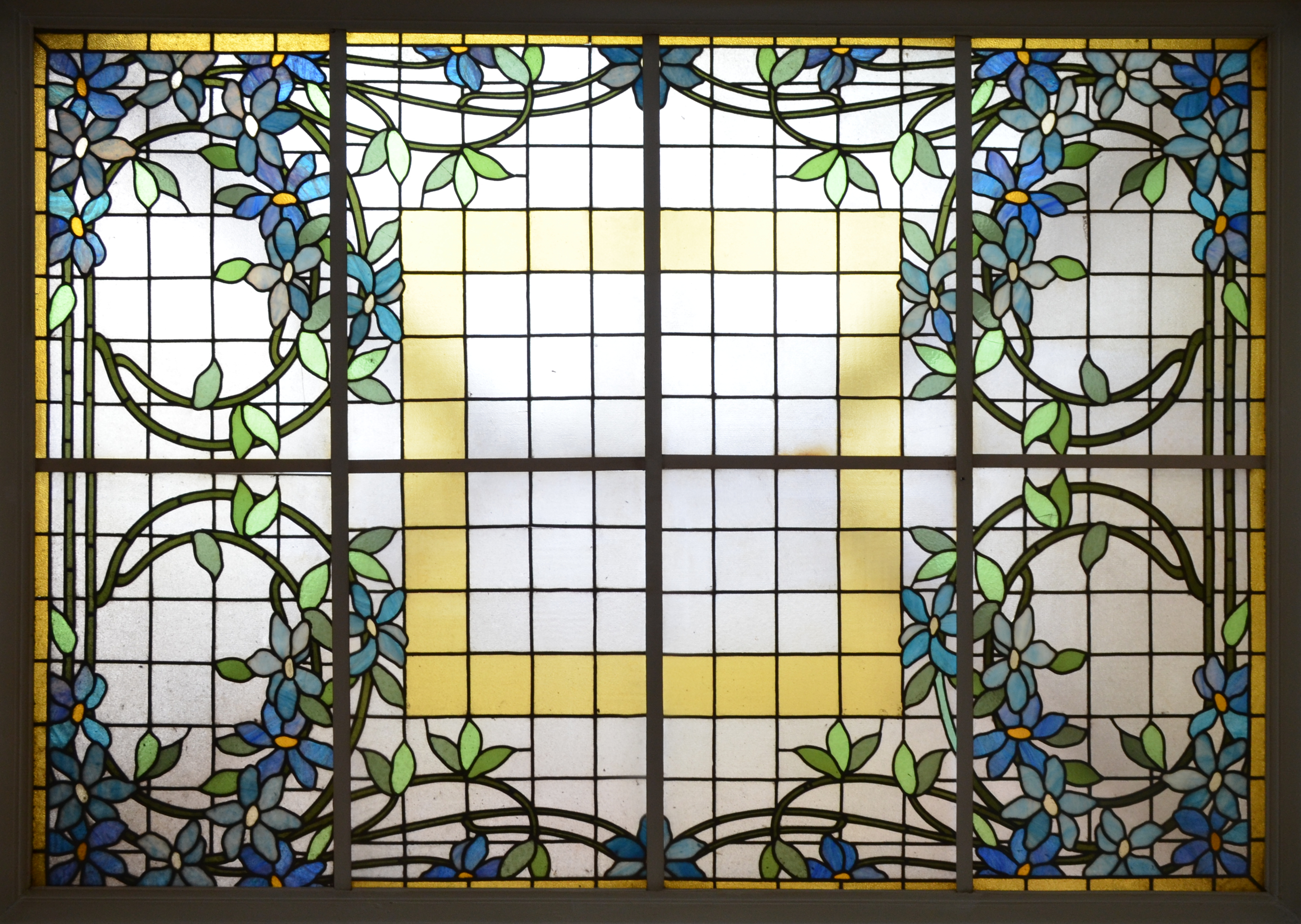
Verrière du jardin d'hiver.